# XXI. Armeekorps (Wehrmacht)
Das XXI. Armeekorps der deutschen Wehrmacht, im vollen Titel Generalkommando XXI. Armeekorps, war die Bezeichnung für die entsprechende Kommandobehörde aber auch für den Verband aus mehreren Divisionen und eigenen Korpstruppen, der von diesem Generalkommando geführt wurde und meist unter dem Oberbefehl einer Armee oder Heeresgruppe stand.

## Aufstellung, Einsätze und Organisation
Das XXI. Armeekorps wurde am 10. August 1939 im Wehrkreis I aufgestellt. Kommandierender General war seit dem 26. August 1939 der Generalleutnant und spätere Generaloberst Nikolaus von Falkenhorst.
Beim Angriffskrieg gegen Polen unterstand der Verband der 3. Armee unter General der Artillerie Georg von Küchler, welche der Heeresgruppe Nord unter Generaloberst Fedor von Bock angehörte.
Bei Eröffnung des Feldzuges ging das XXI. Armeekorps mit der 228. und 21. Infanterie-Division am östlichen Weichselufer von Marienwerder (Kwidzyn) gegen Graudenz (Grudziądz) vor und stieß im Laufe des Tages auf den Widerstand der 16. polnischen Infanterie-Division. Am 2. September konnte die Ossa überschritten werden. Die deutsche Infanterie stieß nördlich der Stadt auf erheblichen Widerstand, konnte aber am folgenden Tag sich einen schmalen Einbruch in die erste Gürtellinie von Graudenz erkämpfen. Am 4. September drangen deutsche Truppen in den inneren Fortgürtel der Festung ein.
Mit der Einnahme von Graudenz war die Verbindung zur 4. Armee hergestellt und die 3. Armee verstärkte ihren linken Flügel, indem sie das XXI. Korps aus der Front löste und in den Raum Johannisburg (Pisz) – Lyck (Ełk) verlegte. Sie beließ die die 228. Infanterie-Division in ihrer Stellung und übertrug das Kommando an das II. Armeekorps der 4. Armee, das von Kulm (Chelmno) aus den Brückenkopf am östlichen Weichselufer vergrößerte.

### Weiterer Einsatz
Das XXI. Armeekorps wurde am 1. März 1940 für den Einsatz in Norwegen als Armee-Gruppe XXI direkt dem Oberkommando der Wehrmacht unterstellt und im Januar 1941 zum Armeeoberkommando Norwegen umgebildet.